# مارتین گریفیتس
مارتین گریفیتس (زادهٔ ۳ ژوئیه ۱۹۵۱ )،  یک دیپلمات بریتانیایی است و به عنوان معاون دبیرکل در امور بشردوستانه و هماهنگ کننده امداد اضطراری در سازمان ملل خدمت می کرد. وی در سازمان ملل متحد، از ۱۲ مه ۲۰۲۱ تا ژوئن ۲۰۲۴ خدمت کرد. 

## سال های آغازین
گریفیتس که در کلمبو، سریلانکا به دنیا آمد،  در مدرسه لیتون پارک و دانشگاه ساسکس تحصیل کرد. او دارای مدرک کارشناسی ارشد در مطالعات آسیای جنوب شرقی از دانشکده مطالعات شرق و آفریقا در دانشگاه لندن و یک وکیل دادگستری واجد شرایط است. او به زبان فرانسه و انگلیسی صحبت می کند.

## حرفه
گریفیس یک دیپلمات حرفه ای در وزارت امور خارجه و مشترک المنافع بریتانیا بود و یک میانجی باتجربه در مناقشه است. گریفیس قبلاً به عنوان اولین مدیر اجرایی مؤسسه اروپایی صلح از سال ۲۰۱۶ تا سپتامبر ۲۰۱۸ خدمت کرده است. در سال ۱۹۹۹، او به راه اندازی مرکز گفتگوهای بشردوستانه در ژنو کمک کرد. او همچنین برای Save The Children، Action Aid و یونیسف کار کرده است و به عنوان مشاور چندین فرستاده سازمان ملل متحد در سوریه کار کرده است.
از ۱۶ فوریه ۲۰۱۸ تا ۱۹ ژوئیه ۲۰۲۱ گریفیس به عنوان فرستاده ویژه سازمان ملل متحد در امور یمن در دفتر فرستاده ویژه دبیرکل برای یمن خدمت کرد. در فوریه ۲۰۲۱ او در تلاش برای یافتن راه حلی سیاسی برای جنگ داخلی یمن از ایران بازدید کرد. تلاش‌ها برای پایان دادن به درگیری عمدتاً ناموفق بود.
در ۱۲ مه ۲۰۲۱، آنتونیو گوترش، دبیر کل سازمان ملل متحد، اعلام کرد که گریفیتس را به عنوان معاون دبیرکل در امور بشردوستانه و هماهنگ‌کننده امداد اضطراری در دفتر هماهنگی امور بشردوستانه (OCHA) منصوب کرده است. 
در ۱۵ فوریه ۲۰۲۴، اسکای نیوز گزارش داد که از نظر آقای گریفیس، "حماس برای ما یک گروه تروریستی نیست، همانطور که می دانید، یک جنبش سیاسی است."
در مارس ۲۰۲۴، گریفیس اظهار داشت که از حادثه کمک های بشردوستانه الرشید وحشت زده شده است و گفت: "زندگی با سرعت وحشتناکی از غزه در حال تخلیه است."
در ۲۵ مارس ۲۰۲۴، مارتین گریفیس اعلام کرد که به دلایل بهداشتی پست خود را در دفتر امور بشردوستانه سازمان ملل ترک می کند.